# Dauerausscheider
Als Dauerausscheider wird ein Lebewesen bezeichnet, welches nach Infektion mit  Krankheitserregern (Bakterien, Viren) diese auch ohne das Auftreten von Krankheitssymptomen oder nach dem Abklingen der Symptome auch nach einem Zeitraum von zehn Wochen weiterhin reproduziert und ausscheidet. Hieraus ergibt sich für unterschiedlich lange Zeiträume (permanente/temporäre Dauerausscheidung) eine Ansteckungsgefahr durch Kontakt mit Speichel, Harn, Stuhl und anderen Körperflüssigkeiten des Dauerausscheiders.
Eine besondere epidemiologische Bedeutung haben hier die Erreger der Salmonellosen: Salmonella (S.) enterica, S. typhi und S. paratyphi. Im Jahr 1901 hatten Karl Wilhelm von Drigalski und Heinrich Conradi bei Gesunden Dauerausscheidung von Typhusbazillen nachgewiesen. Die Ausscheidung von Enteritis-Salmonellen dauert bei Erwachsenen im Durchschnitt einen Monat, bei Kindern unter fünf Jahren sieben Wochen oder länger. Bei Erkrankungen an Typhus und Paratyphus scheiden 1–4 % der Gesundeten (meist Personen über 50 Jahre) die Erreger länger als sechs Monate und nicht selten lebenslang weiter aus. Zur Sanierung von Dauerausscheidern wird die Gabe von Ciprofloxacin oder Ceftriaxon, bei Dauerausscheidern mit einer Cholezystolithiasis die Cholezystektomie unter antibiotischer Abschirmung empfohlen.
Aufsehen erregte Anfang des 20. Jahrhunderts in der US-Boulevardpresse Mary Mallon (Typhoid Mary), die mit Typhus infiziert war, jedoch nicht daran erkrankte.